# Ahorn-Sportpark

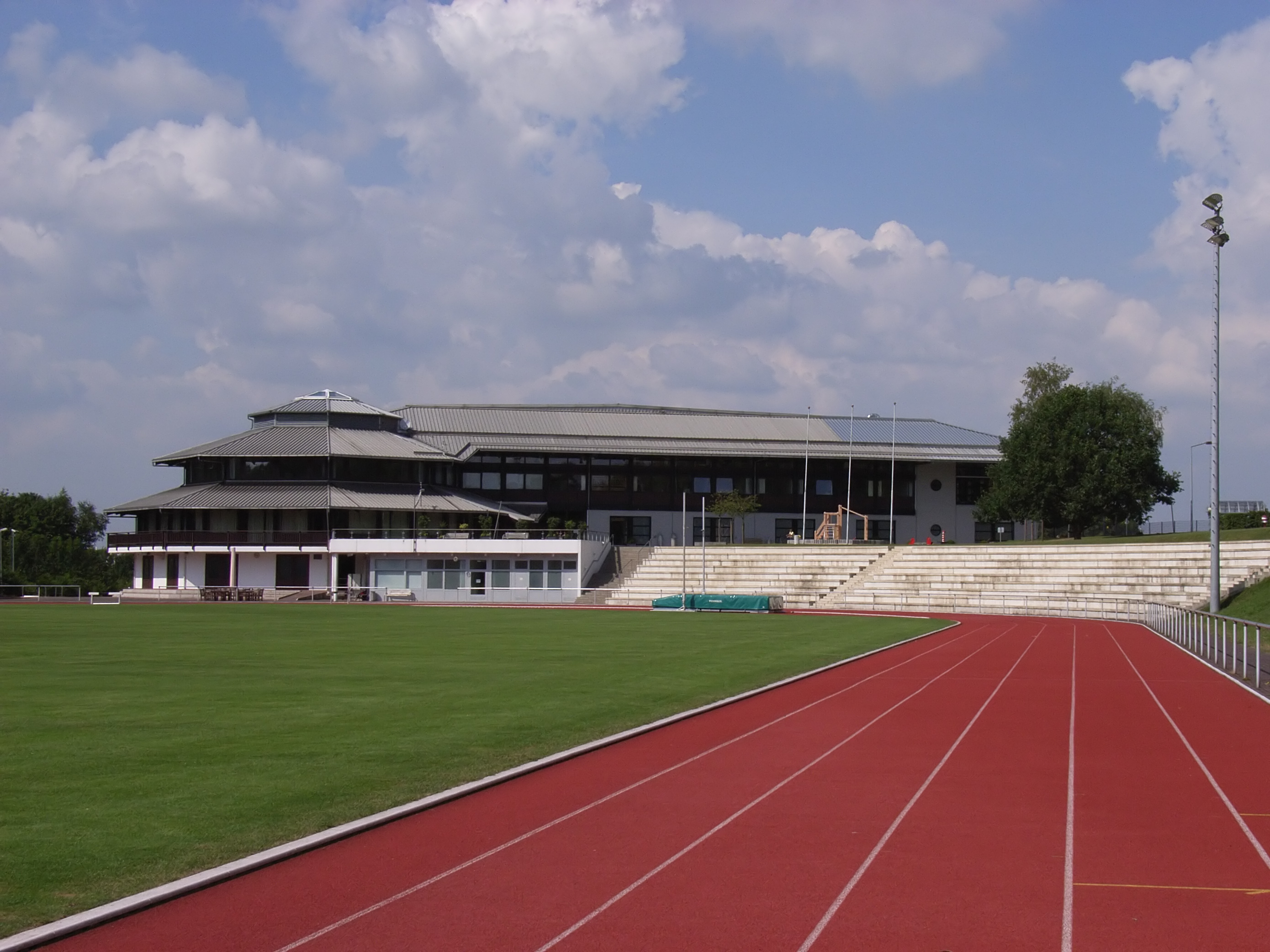
Blick vom Leichtathletik-Stadion auf die Sporthalle

Der Ahorn-Sportpark ist die größte multifunktionale Sportstätte in Paderborn.

## Geschichte
Der Computerpionier und Unternehmer Heinz Nixdorf initiierte den Bau des Ahorn-Sportparks, der 1983/1984 auf dem Gelände der ehemaligen Paderborner Deponie in unmittelbarer Nähe zu den Produktionsstätten der Nixdorf Computer AG entstand. Das Richtfest fand am 21. Oktober 1983 statt. Anlässlich der 5. Nordrhein-Westfälischen Jugend-Squashmeisterschaften (30. März – 1. April 1984) wurden als „erste Hallensportflächen“ die zehn Squash-Courts an der Hallenwestseite zur sportlichen Nutzung freigegeben. Für Heinz Nixdorf gab es seinerzeit vier Gründe, die für den Bau des Ahorn-Sportparks sprachen:
- Sportflächen für den Auszubildenden- und Betriebssport der Nixdorf Computer AG
- Trainings- und Wettkampfanlagen für die Leichtathletik/den LC Paderborn e. V.
- Eine eigene Squashanlage für den Vereinsbetrieb des Paderborner Squash Club e. V.
- Optimierte, bedarfsgerechte und multifunktionale Sportanlagen für die Paderborner Bevölkerung

Betrieben und verwaltet wird der Ahorn-Sportpark von der Ahorn Sportpark gGmbH, einer 100%igen Tochtergesellschaft der Stiftung Westfalen/Heinz Nixdorf Stiftung.
Benannt wurde der Sportpark nach dem großen Ahornbaum inmitten des Geländes. Mehrere hundert Ahornbäume wurden auf dem Gelände zusätzlich gepflanzt.

## Sportanlagen und Einrichtungen
Auf dem Gelände befinden sich eine ca. 10.000 m² große Sporthalle mit einer 200-m-Innen-Laufbahn sowie ein Leichtathletik-Stadion mit einer überdachten Tribüne (2.000 Sitzplätze), drei Kunstrasenplätze, eine Outdoor-Streetbasketball-Anlage, ein Beachvolleyball-Feld, ein großer Kinderspielplatz (ca. 1.500 m²), ein Outdoor-Fitness- und Bewegungsparcours sowie ein Trimmpfad.
Am Ahorn-Sportpark sind drei Landesleistungsstützpunkte ansässig: Baseball, Leichtathletik und Squash.